# Carrera de 24 horas

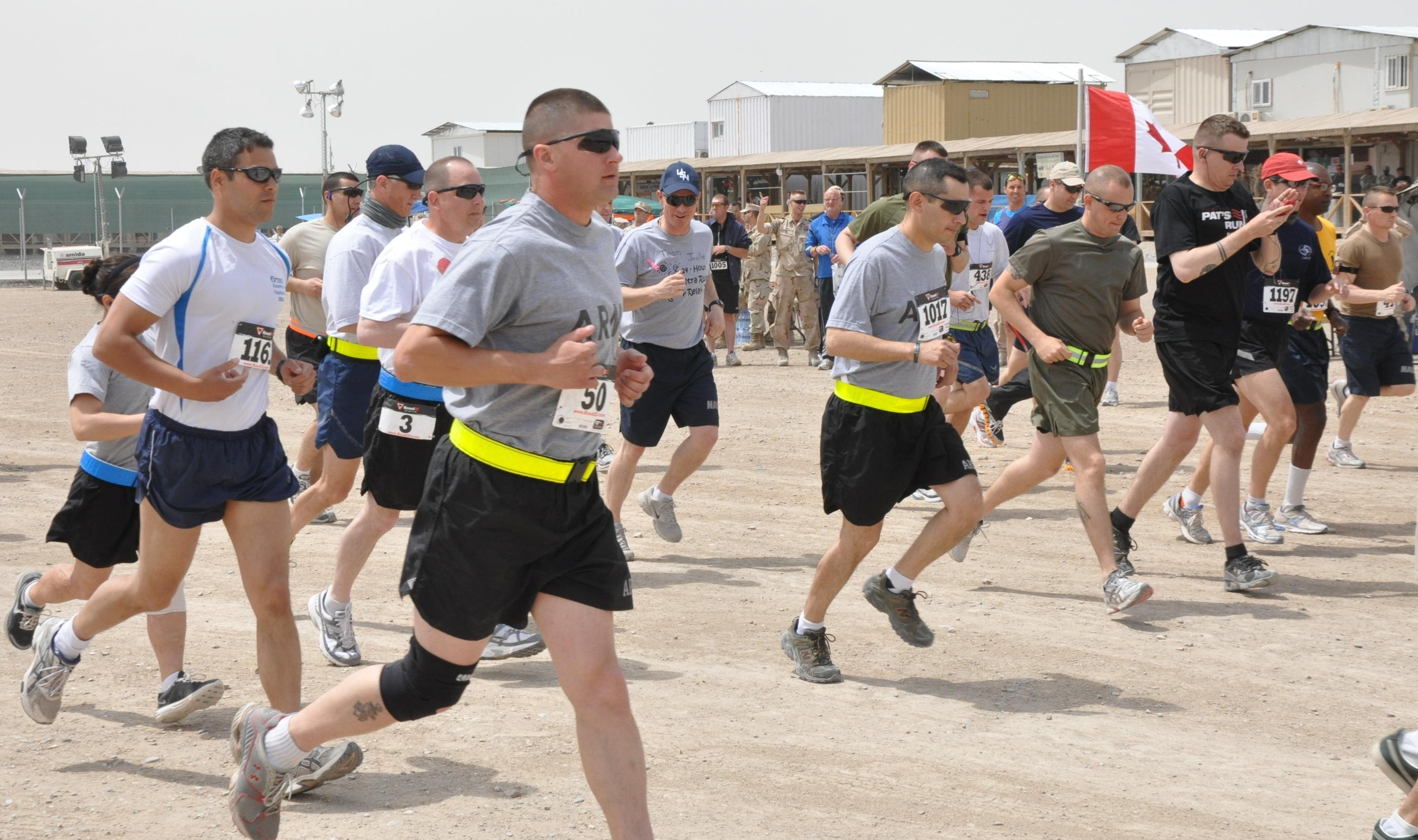
Miembros de las fuerzas armadas y civiles destinados en el aeródromo de Kandahar (Afganistán) inician el 16 de abril la Carrera Benéfica de 24 Horas. Se trata de la primera carrera de este tipo que se celebra en el aeródromo de Kandahar y contará con la participación de equipos e individuos que se esforzarán por completar distintas distancias a lo largo de los dos días que durará el evento. La recaudación se destinará a organizaciones benéficas elegidas individualmente.

Una carrera de 24 horas es un tipo de ultramaratón, en la cual un competidor corre lo más que se pueda en 24 horas, normalmente realizan vueltas de 1 a 2 millas o en ocasiones en pistas de 400 metros.
Los corredores superiores corren a menudo 200 kilómetros o más dependiendo de las condiciones, los mejores pueden ir más allá de los 270 kilómetros. Algunos corredores compiten con una tripulación de asistencia, mientras que otros solamente instalan un campamento con todo el equipo y suministros necesarios para acceder en cada vuelta. A menudo, los eventos de 24 horas se realizan a la par de eventos de 6, 12 y 48 horas, Las carreras de 24 horas también se pueden realizar en formas de relevo, con corredores completando una milla cada uno en una sucesión de 24 horas. Usualmente estos eventos no son sancionados y son principalmente para propósitos caritativos.
Los récords mundiales en para mujeres en todas las superficies es de 259.991 km, fue fijado por Patrycja Bereznowska de Polonia en 2017; y para hombres 303.506 kilómetros (188.590 millas), fue fijado por Yiannis Kouros en 1997. 

## Competencias
El primer campeonato internacional se llevó a cabo del 3 al 4 de febrero de 1990 en Milton Keynes, Inglaterra. El campeonato continental  se creó en 1992 como el Campeonato de la Unión Europea de 24 horas.
El Campeonato del Mundo de 24 horas de IAU es el pináculo de la competencia en las 24 horas. Los primeros campeonatos individuales de la pista IAU se llevaron a cabo en San Giovanni Lupatoto, Verona, Italia el 22.23 de septiembre de 2001.
El sitio web alemán DUV lista 160 carreras de 24 horas programadas para el 2012, cifra que se ha duplicado en los últimos 10 años. La carrera más longeva de 24 horas es la Carrera de Auto-Trascendencia de 24 Horas Ottawa, Canadá, que comenzó en 1981.
Una carrera de 24 horas exclusivamente para los jóvenes se inició en Hong Kong en 2010, y ha continuado anualmente (Running to Stop the Traffik ).